# Izquierda radical
Izquierda radical (radical left en inglés) o izquierdismo radicalista es un término empleado para designar a movimientos políticos situados a la izquierda en el espectro político. Conceptualizando a la izquierda radical como una familia de partidos propiamente dicha, Luke March y Cas Mudde, marcan una diferenciación no siempre empleada entre «radicalismo» y «extremismo», el primero haría referencia al sentido de una orientación hacia el cambio sistémico o de raíz del sistema político, en contraste con el segundo que se mostraría contrario a los valores democráticos. En esta conceptualización se definiría a la izquierda radical como «izquierda» por su internacionalismo y por la apuesta por la justicia social poniendo a la adquisición de derechos colectivos y económicos en el centro de su propuesta, y como «radical» por su rechazo de raíz a las estructuras socioeconómicas propias del capitalismo contemporáneo. El rechazo a estas estructuras sería lo que les distinguiría de los partidos del centro izquierda y la izquierda convencional. La dicotomía radicalismo-extremismo, que marcaría una diferencia clara entre partidos de izquierda radical y partidos de extrema izquierda, es análoga a la diferencia entre «minimalistas» y «maximalistas» de Bale y Dunphy.
Los partidos de izquierda radical aceptan la democracia y frecuentemente incorporan propuestas de democracia directa, a nivel local y de inclusión de colectivos marginalizados, en contraste con la aversión a la democracia liberal de la extrema izquierda, más tendente a denunciar cualquier tipo de acuerdo alcanzado con la «burguesía». Críticos con la democracia liberal, aunque no con la democracia per se, en vez de la revolución socialista, los objetivos de los partidos de izquierda radical, centrados en la consecución de metas pragmáticas a corto plazo, serían para Bale y Dunphy la conservación y profundización del estado del bienestar, de la protección de derechos laborales y la de la redistribución de la riqueza. Así, según Dunphy, abogarían por un cambio sistémico y transformador rechazando las políticas económicas neoliberales.
Tanto el radicalismo como el extremismo de izquierda son englobados por March como dos subtipos generales de ultraizquierda (far-left politics). De acuerdo con March se podrían incluir dentro de la familia tanto a comunistas conservadores, comunistas reformistas, a partidarios del socialismo democrático, a socialistas-populistas y, con reservas, a socialpopulistas.